# Wąsosz (stacja kolejowa)
Wąsosz – nieczynna stacja kolejowa w Wąsoszu, w Polsce, w województwie dolnośląskim, w powiecie górowskim.

## Literatura
- Michał Jerczyński: Wąsosz, "Świat Kolei" nr 6/2001, s. 29–31